# IC 1845
IC 1845 ist ein Doppelstern im Sternbild Chemischer Ofen. Das Objekt wurde am 22. Dezember 1897 von Lewis Swift entdeckt, welches fälscherweise in den Index-Katalog aufgenommen wurde.